# Struifvogelspel

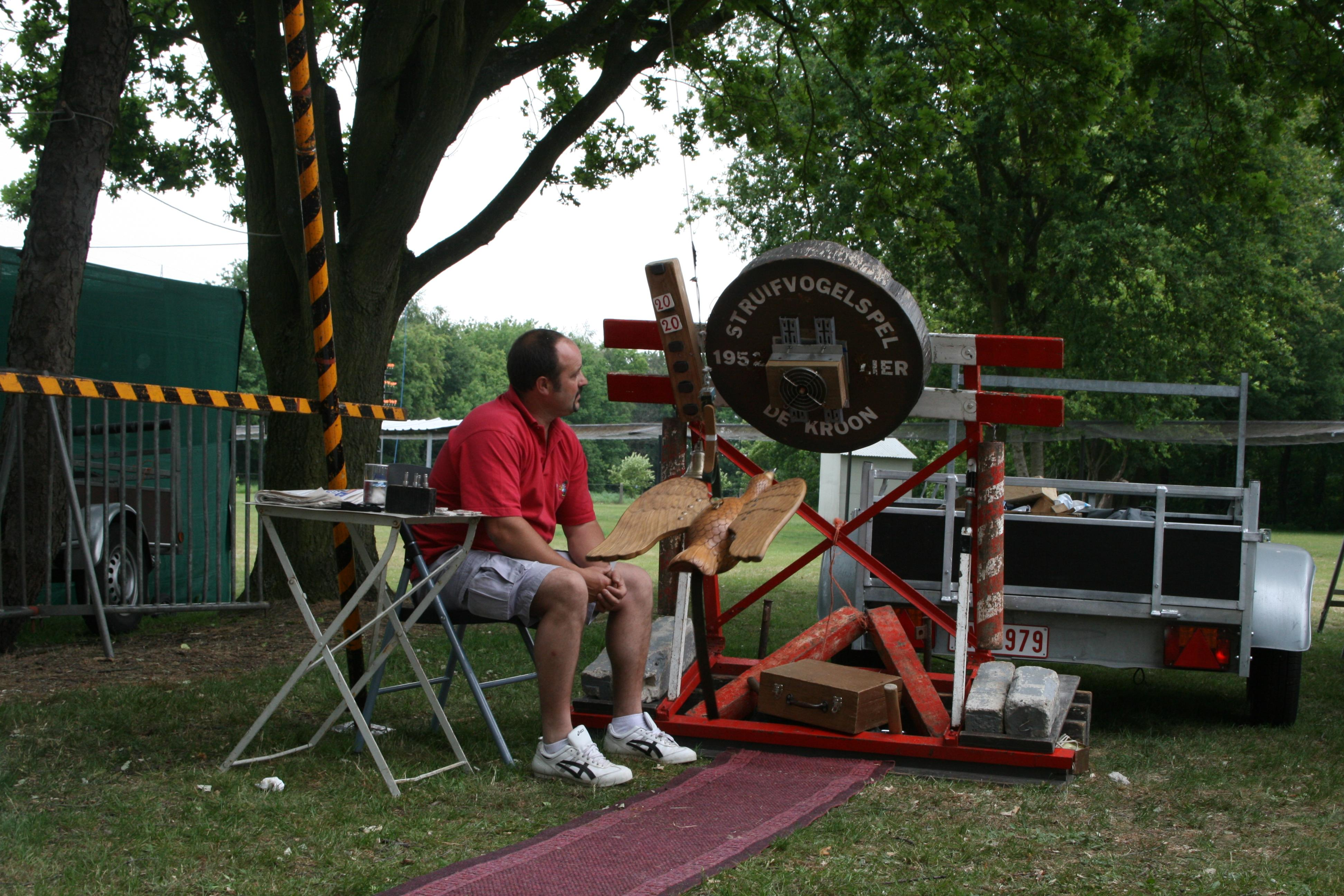
Struifvogel

Het struifvogelspel is een volkssport waarbij een grote houten vogel (de struifvogel) met een pin als bek aan een kabel hangt. Deze vogel moet achteruit worden getrokken en zodanig worden gelanceerd dat de pin zo dicht mogelijk bij het centrum van het doel (een houten blok) blijft steken.

## Geschiedenis
Over de voorgeschiedenis van het struifvogelspel is erg weinig geweten. Het werd vroeger wel op verschillende plaatsen in Vlaanderen beoefend. Vooral in Leuven is het lange tijd erg populair geweest en het spel gaat er terug tot in de helft van de negentiende eeuw. Nu is er nog slechts één struifvogelvereniging actief, namelijk struifvogelmaatschappij De Kroon uit Lier.

## Materiaal
De struifvogel is een zeven kg struise, uit hout gesneden vogel. Die moet vooral goed in balans hangen aan de zeven meter hoge galg. Het formaat is van minder belang. De grootte van de verschillende vogels loopt sterk uiteen, maar dit heeft weinig invloed op het spel.
Een struifvogel wordt via een kabel aan de zoldering of aan een dwarsbalk opgehangen. In de bek van de vogel wordt een ijzeren pin geplaatst. Onder de staart van de vogels is een lederen riempje bevestigd waarmee de speler de vogel kan vasthouden en achteruit trekken.

## Spelregels
Het doel van het struifvogelspel is om de pin naar een houten schietschijf of blazoen te mikken. Als de speler de struifvogel lost, zweeft die in een wijde boog naar de overkant en pikt hij de pin in het blazoen. Bij een raak schot blijft de pin daar achter. Met een achterwaartse slingerbeweging komt de vogel weer bij de speler terecht. Die zo vanuit dezelfde houding met een volgende pin kan mikken. De binnenste ring van het blazoen is de meeste punten waard.
Er worden altijd één of twee beurten gespeeld (doorgangen) met zeven pinnen, waarbij de eerste pin een probeerpin is. De andere zes tellen mee in het spel. Voor de puntentelling bestaan er verschillende vormen. Zo kan men streven naar 'laag-getal', waarbij diegene met het minst aantal punten de winnaar wordt of het 'hoog-getal', waarbij de speler met de meeste punten wint.